# Abu Ayyub al-Masri
Abu Ayyub al-Masri (em árabe: أبو أيّوب المصري, ʾAbū ʾAyyūb al-Maṣrī), também conhecido como Abu Hamza al-Muhajir (em árabe: أبو حمزة المهاجر ʾAbū Ḥamzah al-Muhāǧir), (Egito, c.1968 –  Thar-Thar, Iraque, 18 de abril de 2010) foi um militante islâmico egípcio.
Foi o principal assessor de Abu Musab al-Zarqawi, líder da rede al-Qaeda no Iraque. Logo após a morte de Zarqawi em um ataque aéreo estadunidense, em 7 de junho de 2006, Masri foi anunciado como novo líder do grupo rebelde afiliado.
Masri foi morto durante um ataque aéreo conduzido pelos Estados Unidos em sua casa em 18 de abril de 2010.